# Compost del petit dodecàedre estelat i el gran dodecàedre
El compost del petit dodecàedre estelat i el gran dodecàedre és un compost polièdric en el qual el gran dodecàedre és interior al seu dual, el petit dodecàedre estel·lat.